# آی هارونا
آی هارونا (به هلندی: Ai Haruna) (زاده ۲۱ ژوئیهٔ ۱۹۷۲) خواننده و مجری تلویزیونی ژاپنی است. او برنده مسابقه دوشیزه ملکه بین‌المللی در سال ۲۰۰۹ شد.
او یک زن ترنس است.